# Drawn
Drawn is een driedelig episodisch verborgen objecten computerspel van Big Fish Games. Het spel wordt aanzien als een casual game omwille van drie redenen:
- Voor elke puzzel of stap kan de speler enkele tips opvragen die soms tot een bijna exacte locatie/omschrijving leiden wat de speler dient te doen.
- Na enkele minuten kan de speler eender welke puzzel automatisch laten oplossen..
- Een stap-per-stap walkthrough is beschikbaar op de website van Big Fish Games dewelke een exacte muis-per-muisklik omschrijving bevat wat de speler dient te doen.

## The Painted Tower
Een eens zo prachtig koninkrijk werd enkele jaren geleden aangevallen door een draak en zijn meester Raven. Zij gooiden de macht omver en Raven kroonde zichzelf tot koning. Sindsdien hebben de mensen er geen dromen en fantasie meer en is het er steeds donker omwille van de Schaduwen. Deze Schaduwen, eveneens donkere figuren, werken in naam van de koning en staan in voor de "goede orde".
Hoewel Raven aanvankelijk dacht dat hij iedereen van de oude koninklijke familie had vermoord, hebben zijn schaduwen ontdekt dat prinses Iris nog in leven is. Zij werd destijds gered door Franklin, de butler van de koninklijke familie. Zij zijn gevlucht in een grote, hoge toren ver weg. 
Iris is de hoop van het volk en bezit een magische gave: alle tekeningen en schilderijen die ze maakt, kan ze tot leven brengen. Zo kan men zich fysisch verplaatsen in een schilderij, er zaken overbrengen naar de echte leefwereld om ze vervolgens terug te gebruiken in een ander schilderij. Deze gave heeft zij geleerd van een niet-nader genoemde persoon, maar op voorwaarde dat ze enkel schilderijen maakt met een positieve boodschap. 
Raven heeft nu de toren vervloekt waardoor Iris zit opgesloten in het hoogste vertrek vanwaar ze nooit zal kunnen ontsnappen, de butler heeft hij omgetoverd tot een standbeeld en de diverse schilderijen in de toren heeft hij gedeeltelijk vernietigd.
De speler is een AFGNCAAP die de taak op zich heeft genomen om Iris te redden uit de toren. Hij dient de magische schilderijen te herstellen en te betreden om met de hulp van de daar aanwezige dieren/personen/voorwerpen een weg te vinden tot bovenaan de toren. Zowel tijdens zijn tocht in de schilderijen als in de leefwereld dient hij diverse zaken te zoeken en puzzels op te lossen.
Eenmaal boven vindt de speler Iris: zij is uiteraard dolblij dat ze werd gered. Echter is Raven ondertussen ook gearriveerd, waarop Iris vlucht via een magisch boek dat de speler haar zonet gaf. Daarna doet Raven de toren gedeeltelijk instorten.

## Dark Flight
Iris is kunnen ontsnappen en de toren is ingestort. Daardoor bevindt de speler zich nu in de kelder van de toren. Iris heeft de opdracht gegeven om de drie bakens aan te steken waardoor de Schaduwen van Raven het land zullen verlaten.
Raven is hier eveneens van op de hoogte en heeft daardoor de wegen naar de bakens vervloekt waardoor de speler deze niet via de gewone paden kan bewandelen. Daardoor dient hij opnieuw magische schilderijen te herstellen, te betreden en diverse puzzels op te lossen.
Nadat de speler de drie bakens van vuur heeft voorzien, zijn Raven en zijn schaduwen verslagen waardoor Iris koningin wordt en het land terug de glorie en pracht van voorheen kreeg.

## Trail of Shadows
Hoewel dit spel het derde uit de reeks is, is het eigenlijk een prequel. De intro start met Franklin en Iris die zich in de toren bevinden. Franklin vertelt haar een waargebeurd verhaal over een jongen die de magische gave had om schilderijen te maken die hij kon betreden.
Ooit heeft deze jongen een schilderij gemaakt over een dor land dat werd bestuurd door een duistere figuur en zijn draak. De jongen belandde in dat schilderij en werd er gevangengenomen door Raven. Raven gebruikte zijn magie om op diverse plaatsen puzzels te creëren zodat de jongen niet meer kon terugkeren. 
De speler bestuurt in eerste instantie een AFGNCAAP die, net zoals in de vorige delen, via diverse magische schilderijen een vluchtweg dient te zoeken naar zijn eigen leefwereld. Tijdens zijn tocht dient hij de door Raven geplaatste puzzels op te lossen. Op het einde van het spel wordt het duidelijk dat de jongen Franklin is. Hij slaagt in zijn opzet om terug te keren naar de leefwereld, maar later blijkt dat hij niet heeft kunnen verhinderen dat Raven en zijn draak ook zullen overkomen (zie Painted Tower).

## Datum van uitgifte
- The Painted Tower: 11 december 2009.
- Dark Flight: 31 augustus 2010
- Trail of Shadows: oktober 2011